# Strafjustizzentrum Muttenz
Das Strafjustizzentrum Muttenz, kurz SJZ, liegt im Kanton Basel-Landschaft in der Gemeinde Muttenz. Die Architektur vereint das Straf-, Zwangsmassnahmen und Jugendgericht, die Staatsanwaltschaft, sowie ein Gefängnis unter einem Dach. Der Kanton hat sich aus Platzgründen dazu entschlossen, die Standorte der Justizeinrichtungen an einem Ort zu bündeln. Durch das SJZ in Muttenz konnte die Staatsanwaltschaft ihre ursprünglich vierzehn Standorte auf drei reduzieren.

## Beschreibung
Der Kanton Basel-Landschaft verfolgte das Ziel, seine weit verstreuten Gerichts- und Strafverfolgungsbehörden an einem zentralen Ort zu vereinen. Schliesslich fiel die Entscheidung, den Standort direkt neben dem Rangierbahnhof Basel-Muttenz zu wählen, um eine optimale Erreichbarkeit und Infrastruktur zu gewährleisten. Das Gebäude umfasst eine Länge von 120 Metern und eine Fläche von 15'000 Quadratmetern verteilt auf 5 Etagen. Infolge einer effektiven Nutzung von Grundwasser, Solarthermie und Wärmerückgewinnung werden mehr als 80 % des Gesamtenergiebedarfs durch erneuerbare Energien gedeckt.
Die Zuständigkeit zur Verfolgung von Straftaten erwachsener Personen ab 18 Jahren liegt in den Händen der Staatsanwaltschaft. Diese Behörde ist für die Leitung der Strafverfolgung verantwortlich und gliedert sich in folgenden Abteilungen:
- Allgemeine Delikte: Zu den Aufgaben und Zuständigkeiten dieser Hauptabteilung gehören die Durchführung von Strafuntersuchungen, die Verhängung von Strafbefehlen sowie die Ausstellung von Einstellungs- und Nichtanhandnahmeverfügen.
- Zentrale Dienste: Diese Hauptabteilung ist verantwortlich für die Digitalisierung und Informatik, koordiniert das Strafregister, bearbeitet internationale Rechtshilfe, führt die zentrale Buchhaltung der Staatsanwaltschaft und erbringt Supportleistungen für die Leitung der Staatsanwaltschaft.

Diese Abteilungen kooperieren eng miteinander, um eine effiziente Strafverfolgung zu sichern und die Sicherheit sowie den Rechtsstaat im Kanton zu gewährleisten.

## Neubau
Das an der Grenzacherstrasse stehende Strafjustizzentrum wurde anstelle des leerstehenden Ledigenheims der SBB (Schweizerische Bundesbahnen) errichtet. Das Bauwerk entstand durch einen Architekturwettbewerb, der vom Hochbauamt ausgerichtet wurde. Der Bau erfolgte von 2011 bis 2014. Die Planung lag in den Händen eines Unternehmens, das sich auf die Unterstützung und Beratung bei öffentlichen und privaten Bauprojekten spezialisiert hat. Die Fassade ist mit etwa 800 individuell gefärbten Beton-Elementen verziert; diese wurden von einer Firma aus Luzern vorfabriziert.
| Rang    | Architekt                         | Sitz   |
| ------- | --------------------------------- | ------ |
| 1. Rang | Kunz & Mösch Architekten          | Basel  |
| 2. Rang | Birchmeier Uhlmann Architekten    | Zürich |
| 3. Rang | Enzmann + Fischer Architekt/innen | Zürich |
| 4. Rang | Guido Kappius Architekt           | Berlin |
| 5. Rang | Derendinger Jaillard Architekten  | Zürich |
| 6. Rang | Rechsteiner Wenger Architekten    | Zürich |

## Architektur
Kunz und Mösch Architekten gewannen 2006 den Wettbewerb zum Bau des Zentrums.
Die gestreckte Parzelle stösst auf der Nordseite des SJZ an die Bahntrassen der SBB, wobei die Südseite von einem Mix aus Industrie-, Gewerbe- und Wohngebäuden umgeben ist. Zudem dienen die auf der Südseite liegenden Ausbuchtungen zu markanten Orientierungspunkten für die Eingänge des Zentrums. Die Kombination von jeweils zwei Stockwerken verändert den Massstab des Gebäudes und betont die öffentliche Funktion des Erdgeschosses, in welchem sich die Gerichtssäle befinden.